# 2970 Pestalozzi
A 2970 Pestalozzi (ideiglenes jelöléssel 1978 UC) a Naprendszer kisbolygóövében található aszteroida. Paul Wild fedezte fel 1978. október 27-én.